# 临沂县
临沂县，中国旧县名，在今山东省临沂市。
汉代时即有临沂县。元朝时为益都路沂州治所。明朝洪武元年（1368年），沂州改属济宁府，后属兖州府。而州治临沂县已并入沂州。清朝雍正十二年（1734年），设立沂州府，府治蘭山縣。
民国初年，沂州府废。1914年，蘭山縣改临沂县。抗日战争和第二次国共内战时期，为中国共产党根据地。1945年时，为中共中央华东局驻地。第二次国共内战后期，属鲁中南行政区。1949年，属滨海专区。1950年，以滨海专区、台枣专区设立临沂专区。临沂县为专员公署驻地。1958年，撤销临沂县，改设临沂市。1963年，撤销临沂市，恢复临沂县。1967年，撤销临沂专区，改置临沂地区。后有改制。1994年，撤销临沂地区和县级临沂市，设立地级临沂市。